# Monumento a Federico García Lorca (Madrid)
El monumento a Federico García Lorca es un ejemplar de arte público en Madrid. Ubicado en la plaza de Santa Ana, frente al Teatro Español, consta de una estatua de bronce dedicada al mencionado poeta y dramaturgo.

## Historia y descripción
La idea para la erección del monumento se remonta por lo menos a 1984, vía una petición formulada por Miguel Narros (entonces director del Teatro Español), que solicitó al Ayuntamiento la erección de una estatua dedicada a García Lorca, con motivo del 50.º aniversario del primer estreno de la pieza Yerma.
Obra de Julio López Hernández, su proceso de creación tuvo lugar entre 1984 y 1986. Fue posteriormente almacenada durante una década en el Cuartel del Conde-Duque, hasta la finalización de los trabajos de reforma de su pretendida ubicación, la plaza de Santa Ana.
La estatua de bronce de cuerpo entero del poeta se presenta mirando hacia el Teatro Español, mientras sostiene entre sus manos una alondra (o ruiseñor) a punto de romper el vuelo. Estas aves son motivos comunes en la poesía lorquiana.
La inscripción reza «madrid, a federico garcía lorca».
Todavía un símbolo del pasado polarizado de España a las alturas de los albores del siglo xxi, David Crocker afirmó en 2009 «la estatua, es todavía un emblema del pasado disputado: cada día, la izquierda pone un pañuelo rojo en el cuello de la estatua, y alguien de derechas viene más tarde para arrancárselo». En abril de 2011, como consecuencia de un ataque vandálico, la estatua fue rota y la alondra fue arrancada de las manos del poeta.